# The Great Game (Sherlock)
The Great Game is de derde aflevering van het eerste seizoen van de televisieserie Sherlock, die voor het eerst werd uitgezonden op 8 augustus 2010. 

## Verhaal
De aflevering begint met Sherlock Holmes die in Wit-Rusland spreekt met een gevangene, die hem om hulp vraagt. Terug in Engeland (Holmes heeft de zaak in Wit-Rusland niet aangenomen) schiet een verveelde Holmes zijn muur aan flarden. Hij en Watson hebben ruzie, waarna Watson vertrekt. Een grote explosie volgt. De volgende ochtend verneemt Watson (die de nacht bij Sarah heeft doorgebracht) via het nieuws van de grote explosie in zijn straat. Hij keert snel terug naar zijn huis, waar Holmes in gesprek is met zijn broer Mycroft. Mycroft vraagt om Sherlocks hulp bij de zaak van de dood van Andrew West, een medewerker van MI6. Bij de dood van West is een USB-stick met geheime raketplannen zoekgeraakt, en deze moet teruggevonden worden. Holmes weigert de zaak aan te nemen, dus Mycroft geeft de papieren aan Watson. Nadat Mycroft is vertrokken wordt Holmes gebeld door Lestrade. Watson en Holmes gaan naar het politiebureau, waar Lestrade hen vertelt dat de explosie niet het gevolg was van een gaslek. Er is een kluisje gevonden met een envelop voor Holmes. Deze opent de envelop en er zit precies dezelfde roze telefoon in als uit 'A Study In Pink'. Er staat een bericht op: vijf piepjes en een foto van een interieur. Holmes herinnert zich dat hij eens in die ruimte is geweest. Het is in de kelder van Baker Street 221B. Holmes, Watson en Lestrade gaan ernaartoe, en er staat een paar sportschoenen in het midden van de ruimte. Op dat moment krijgt Holmes een telefoontje op de roze telefoon. Hij spreekt met een huilende mevrouw die Holmes vertelt dat hij 12 uur heeft om het raadsel op te lossen. We zien ondertussen dat de vrouw een bom omgebonden heeft en opleest vanaf een semafoon.
In St Bartholomew's Hospital is Holmes bezig de sportschoenen te onderzoeken. Molly Hooper komt de kamer binnen en Holmes en Watson ontmoeten de (overduidelijk homoseksuele) vriend van Molly, Jim. Molly is echter niet gediend van Holmes' insinuaties, en verlaat overstuur de ruimte. Holmes trekt zich hier echter weinig van aan, en gaat door met zijn onderzoek. Hij ontdekt dat de schoenen uit 1989 komen en helemaal nieuw zijn gehouden. Plotseling schiet hem de dood van Carl Powers binnen. Holmes was zelf een kind toen de jonge zwemmer Carl Powers overleed in het water. Holmes vond het verdacht dat alle kleren van de jongen er nog waren, behalve zijn schoenen. En dat zijn dezelfde sportschoenen als die gevonden waren in de kelder van Baker Street 221B. Holmes gaat door met het onderzoek naar de dood van Carl Powers en ondertussen onderzoekt Watson de dood van Andrew West voor Mycroft. Drie uur voor de deadline ontdekt Holmes dat Carl Powers is overleden door vergiftigde eczeemzalf. Holmes verstuurt een bericht waarin hij dit kenbaar maakt aan de terrorist via zijn site, The Science of Deduction. Bijna onmiddellijk ontvangt Holmes weer een telefoontje van de vrouw met de bom, die vervolgens opgehaald wordt door de politie.
Terug op het politiebureau ontvangt Holmes de tweede zaak: vier piepjes en een foto van een auto met kenteken. Ook wordt hij gebeld door het tweede slachtoffer, een man die met bom op een druk plein in het centrum van Londen staat. Dit keer heeft Holmes 8 uur om de zaak op te lossen. Lestrade heeft intussen uitgezocht waar de auto is, en daar gaat men dan ook naartoe. De auto is gehuurd door Ian Monkford, en zijn bloed zit in de auto. Holmes en Watson gaan naar Janus Cars, het bedrijf waar Monkford de auto gehuurd heeft, en spreken daar met de eigenaar. In het ziekenhuis onderzoekt Holmes het bloed dat gevonden is in de auto. Uit de chemische reactie met het bloed blijkt dat het bloed bevroren was. Holmes concludeert dat Ian Monkford het bloed een tijd daarvoor heeft afgestaan. Monkford zat in financiële problemen en heeft met Janus Cars een deal gesloten om te zorgen dat hij verdween. Holmes zag aan de baas van Janus Cars dat hij in Colombia was geweest, ook al ontkende de man dat hij in het buitenland was geweest. Mrs Monkford deelt vervolgens de levensverzekering met Janus Cars, en Ian Monkford leeft verder in Colombia. De tweede zaak is dus ook opgelost. Holmes ontvangt een telefoontje als hij zijn bericht via zijn site heeft verstuurd, en de man met de bom wordt opgehaald.
De volgende dag zitten Holmes en Watson in een restaurant. Watson suggereert dat Moriarty degene kan zijn die achter dit spelletje zit. Holmes ontvangt de derde opdracht: drie piepjes en de foto van een vrouw. Watson weet wie het is: Connie Prince, een presentatrice van make-overprogramma's. Holmes wordt dan gebeld door het derde slachtoffer: een blinde, oude vrouw. Holmes krijgt weer 12 uur voor deze opdracht. De doodsoorzaak lijkt tetanusvergiftiging te zijn, maar dit kan niet kloppen, omdat de terrorist Holmes anders niet op de zaak had gezet. Holmes ontdekt dat de wond na de dood van Prince is aangebracht en dat de tetanus dus op een andere manier ingebracht moet zijn. Watson gaat praten met Connie Prince' broer, Kenny, en doet alsof hij voor een krant werkt. Holmes doet ondertussen onderzoek naar Connies programma en haar relatie met haar broer. Watson belt Holmes en zegt dat hij moet komen. Holmes doet alsof hij fotograaf is. De twee vertrekken halsoverkop en Watson denkt dat hij de zaak heeft opgelost. De pootjes van de kat van Connie roken namelijk naar antibacterieel middel. Holmes heeft de zaak echter allang opgelost: de butler, Raoul de Santos, heeft Connie met overdoses botox (een verdunde vorm van botuline) ingespoten, en dit heeft uiteindelijk tot haar dood geleid. Watson wordt boos op Holmes, omdat hij de oude, blinde vrouw al die tijd met een bom heeft laten zitten, terwijl hij de zaak al had opgelost. Holmes heeft dit gedaan om op de terrorist in te lopen en extra onderzoek te doen. Hij verstuurt weer een bericht via zijn site en wordt gebeld. De oude vrouw begint echter iets te zeggen over de stem van de terrorist, namelijk dat die heel zacht was, en onmiddellijk wordt het contact verbroken. We gaan over naar Baker Street 221B, de volgende dag, waar Holmes en Watson naar het nieuws zitten te kijken. De terrorist heeft de oude vrouw opgeblazen en daarmee een heel stel flats. Watson en Holmes hebben weer een ruzie, omdat Watson niet snapt dat Holmes weinig geeft om de levens die de terrorist bedreigt en neemt. Dan krijgt Holmes de vierde opdracht: twee piepjes en een foto van een stuk oever bij de Theems. Hier wordt het lijk van een man gevonden. Uit de kleren van de man, zijn uiterlijk en horloge maakt Holmes op dat de man een museumbewaker genaamd Alex Woodbridge is. Woodbridge werkte bij een museum waar een verloren Vermeer, die 30 miljoen pond waard is, wordt onthuld. De bewaker is vermoord door de Golem, de bijnaam van een sluipmoordenaar die het leven uit zijn slachtoffers knijpt. Hieruit concludeert Holmes dat de bewaker iets geweten moet hebben over de Vermeer, die volgens Holmes een vervalsing is. Anders had iemand niet de Golem ingehuurd om Woodbridge om te brengen. Holmes gaat op zoek naar de Golem en investeert daarbij in het daklozennetwerk: hij geeft een dakloos meisje 50 pond en een briefje met de vraag om uit te zoeken waar de Golem zich schuilhoudt. Dan gaat Watson naar de woning van Alex Woodbridge en spreekt daar zijn huisgenote. Hij ontdekt dat Woodbridge geïnteresseerd was in sterren en de ruimte. Ook hoort hij een bericht op de voicemail van ene professor Cairns, die zegt dat Woodbridge 'gelijk had'. Ook krijgt Watson een sms'je van Mycroft, die vraagt of Watson al met Wests verloofde had gesproken. Ondertussen gaat Holmes naar het museum en confronteert daarbij Miss Wenceslas, de bazin van het museum, met het feit dat het schilderij een vervalsing is.
Watson gaat naar Wests verloofde en spreekt de gebeurtenissen van de avond van zijn dood door. Ook ontmoet hij de broer van de verloofde, Joe. Watson gaat Holmes ophalen. Holmes krijgt een briefje van het dakloze meisje, waarop 'Vauxhall Arches' staat. De twee gaan hiernaartoe en zien daar de Golem. De Golem weet echter te ontsnappen. Watson herinnert zich het bericht van professor Cairns, en denkt dat de Golem misschien deze professor gaat vermoorden - waarschijnlijk weet zij eveneens waarom het schilderij een vervalsing is. De professor wordt door de Golem vermoord, en Holmes en Watson gaan de strijd met hem aan. De reus weet echter te ontsnappen. De volgende dag staan Holmes, Watson, Lestrade en Miss Wenceslas weer voor de Vermeer en probeert Holmes te bewijzen dat het schilderij een vervalsing is. Hij wordt gebeld op de roze telefoon en hoort niets. Hij zegt tegen de terrorist dat het schilderij een vervalsing is en dat het bewijs slechts bijzaak is. Hij hoort nog steeds niets en zegt dan dat hij het zal bewijzen als hij tijd krijgt. Plotseling begint een kinderstem vanaf 10 af te tellen, en moet Holmes voortmaken. Dan schiet hem iets te binnen wat hij heeft gehoord in het planetarium. Hij zegt in de telefoon dat het de Van Buren-supernova is. Het kind vraagt om hulp, en dit betekent dat het het juiste antwoord is. Dan legt Holmes uit dat de Van Buren-supernova pas in 1858 aan de lucht verscheen. Het kan dus niet in de 17e eeuw geschilderd zijn door de echte Vermeer.
Tijdens een verhoor bekent Miss Wenceslas dat ze het schilderij heeft laten maken door een Argentijnse schilder. Door middel van het criminele netwerk heeft ze hulp gekregen om aan de wereld te bewijzen dat het authentiek was. Holmes vraagt haar wat de naam van deze hulp was, en Miss Wenceslas spreekt één naam: 'Moriarty'.
Dan gaat Watson naar het spoor waar Andrew West gevonden was. Schijnbaar is er weinig bloed gevonden, en dit is raar, aangezien Wests hoofd was ingeslagen. Plotseling staat Holmes achter hem, en blijkt dat hij hem al die tijd gevolgd heeft en stiekem wel aan de zaak werkte. Ze breken in bij Joe Harrison, de broer van de verloofde van West, en weten daar een bekentenis van Harrison te ontfutselen. Harrison stond in de schulden bij anderen door drugshandel, en dacht door de verkoop van de USB-stick met de raketplannen geld te kunnen verdienen. Hij stal daarom de stick van West, en deze kwam erachter. De dood van West was een ongeluk (Harrison duwde hem van de trap en West viel op zijn hoofd), maar Harrison heeft Wests lichaam op een trein gelegd. Deze trein is uiteindelijk doorgereden, maar door een stroeve wissel werd het lichaam naast het spoor gegooid. Holmes krijgt de USB-stick en geeft die terug aan Mycroft. Vervolgens is het wachten op de laatste opdracht, maar die komt niet. Holmes verstuurt vervolgens, als Watson weer naar Sarah is, een bericht via zijn website, waarin hij zegt dat hij de raketplannen heeft en dat men ze kan komen halen bij het zwembad om middernacht.
De laatste scène van deze aflevering speelt zich af in het zwembad waar Carl Powers overleed. Het zwembad is leeg als Holmes arriveert. Hij houdt de USB-stick omhoog en spreekt tegen een onzichtbare persoon, en dan komt Watson plotseling uit de coulissen. Hij heeft een grote winterjas aan. Hij doet hem open en toont een grote hoeveelheid bommen. Een laser speelt over Watsons borst. Dan stapt het brein achter de misdaden uit de schaduwen. Het is dezelfde persoon als Molly Hoopers vriend, Jim Moriarty. Holmes richt zijn pistool op Moriarty. Ze spreken over Moriarty's rol in de misdaden. Hij is een adviserend crimineel (ten opzichte van Holmes, die een adviserend rechercheur is), die mensen helpt door misdaden in scène te zetten. Hij is ontzettend rijk en weet alles aan te sturen, maar op afstand te blijven zodat men hem nooit te pakken krijgt. Holmes geeft Moriarty dan de raketplannen, maar Moriarty is daar niet in geïnteresseerd. Watson grijpt dan Moriarty, en zegt dat Holmes weg moet rennen. Maar dan verschijnt er ook een laser op Holmes' hoofd. Watson laat Moriarty gaan. Moriarty vertrekt, en laat Holmes en Watson achter. Holmes rukt Watsons bomvest af en gooit het weg. Wanneer ze denken dat ze veilig zijn, verschijnen er weer lasers op Watson en Holmes. Moriarty komt weer terug en zegt dat hij het niet kan toestaan dat Holmes en Watson doorgaan met hun werk. Holmes draait dan om en richt zijn pistool op Moriarty. Dan laat hij zijn pistool langzaam zakken, totdat het gericht is op het bomvest. Na shots van Holmes, Watson en Moriarty eindigt de aflevering met een cliffhanger.

## Rolverdeling

### Hoofdrol
- Benedict Cumberbatch als Sherlock Holmes
- Martin Freeman als Dokter John Watson

### Gastrol
- Rupert Graves als DI Lestrade
- Mark Gatiss als Mycroft Holmes
- John Lebar als Golem
- Andrew Scott als Jim Moriarty